# 女性参政権連盟
女性参政権連盟（じょせいさんせいけんれんめい、英：Women's Franchise League）は、女性社会政治連盟（1903年設立）が設立される14年前の1889年にイギリスの女性参政権活動家（サフラジェット）のエメリン・パンクハーストが夫のリチャードなどとともに設立したイギリスの組織である。1889年、初代会長にハリエット・マキルカムが選出された。1895年、ウェールズのケレディジョンにある港町のアベリストウィスで開かれた委員会に参加したのはウルスラ・ブライト、ベーレンス夫人、エステル・ブライト、ハーバート・バロウズ、クラーク博士（国会議員）、ハンター夫人（マットロック銀行）、ジェーン・ブラウンロー、E. ジェームス夫人（地元在住）、H. N. モズレー、アリス・クリフ・スキャチャード、ガードルード・ギヨーム＝シャック伯爵夫人、ジェーン・コブデン、およびパンクハースト夫妻（リチャード・パンク・ハーストとその妻であるエメリン）である。
女性参政権連盟の主たる功績といえば、1894年に地方行政法が制定されるまで一部の独身女性のみ認められていた地方選挙における既婚女性の選挙権が連盟のメンバーによる運動によって確保されたことにある。
リチャードの死から5年後の1903年に連盟は解散した。